# Essen (Oldenburg)
Essen (Oldenburg) è un comune di 9 062 abitanti, della Bassa Sassonia, in Germania.
Appartiene al circondario (Landkreis) di Cloppenburg (targa CLP).